# Ytivarg
Ytivarg je česká grind-blacková skupina z Českých Budějovic, která vznikla jako projekt kytaristy F.C. a vokalisty Miculy Parvy okolo roku 1995. Její původní název byl GRAVITY.
Jako opravdová kapela vznikla až roku 2015 se členy z rozpadlé skupiny ISACAARUM.

## Diskografie
- 2017 – YTIVARG – WARDENCLYFFE (CD)
- 2006 – YTIVARG – Ytivarg (CD)
- 1999 – GRAVITY – The Window To The Unknown (demo MC)
- 1996 – GRAVITY – TV And Radio Symphony (demo MC)
- 1995 – GRAVITY – Demo 1995 (demo MC)

## Současní členové
- Lukáš Jaňák – vokály
- F.C. – kytara
- Ondra Horváth – bicí
- Zdeněk Štiner – Basová kytara

## Bývalí členové
- Micula Parva – vokály
- Internerv - bicí